# Campiglossa solidaginis
Campiglossa solidaginis
 es una especie de insecto díptero que White describió científicamente por primera vez en el año 1986.
Esta especie pertenece al género Campiglossa de la familia Tephritidae.
La larva forma agallas en la inflorescencia de la planta huésped, Solidago u otras asteráceas.